# Liste von Kirchengebäuden im Landkreis Spree-Neiße
Die Liste von Kirchengebäuden im Landkreis Spree-Neiße gibt eine nahezu vollständige Übersicht der im Landkreis Spree-Neiße im Südosten des Landes Brandenburg vorhandenen Kirchengebäude mit ihrem Status, Adresse, Koordinaten und einer Ansicht (Stand August 2022).

## Liste
| Ort              | Bezeichnung                  | Lage                                                                    | Nutzung       | Bemerkungen                                                                                    | Außenansicht    | Innenansicht   | Denkmal-ID | Wikidata-Eintrag |
| ---------------- | ---------------------------- | ----------------------------------------------------------------------- | ------------- | ---------------------------------------------------------------------------------------------- | --------------- | -------------- | ---------- | ---------------- |
| Atterwasch       | Dorfkirche                   | Schenkendöbern OT: Atterwasch Atterwascher Straße 52 (Lage)             | evangelisch   | Datierung: 1301/1415 Teilzerstörung & Wiederaufbau: 1648/1685 Erweiterung: 1840 & 1851/1900    | weitere Bilder  | Innenansichten | 09125048   | Q105602205       |
| Bloischdorf      | St.Josef-Kirche              | Felixsee OT: Bloischdorf Lindenstraße 27a (Lage)                        | katholisch    | Datierung: 1290/1350 Umbau & Erweiterung: 1686/1700                                            | weitere Bilder  | Innenansichten | 09125025   | Q105980903       |
| Briesen          | Dorfkirche                   | Briesen (Spreewald) OT: Briesen Dorfstraße 16 (Lage)                    | evangelisch   |                                                                                                | weitere Bilder  |                | 09125053   | Q41800055        |
| Burg-Dorf        | Dorfkirche                   | Burg (Spreewald) OT: Burg-Dorf Hauptstraße 21 (Lage)                    | evangelisch   | Datierung: 1799–1804 Umbau 1865 Erweiterung 1904                                               | weitere Bilder  | Innenansichten | 09125060   | Q1742511         |
| Casel            | Dorfkirche                   | Drebkau OT: Casel Calauer Straße 9 (Lage)                               | evangelisch   | Datierung, 1401/1500                                                                           | weitere Bilder  | Innenansichten | 09125062   | Q105111233       |
| Dissen           | Dorfkirche                   | Dissen-Striesow OT: Dissen Hauptstraße 30 (Lage)                        | evangelisch   | Datierung: 1778 Erweiterung 1868 Restaurierung 1936–1938                                       | weitere Bilder  |                | 09125065   | Q101849602       |
| Döbern           | Christuskirche               | Döbern OT: Döbern Kirchstraße 13 (Lage)                                 | evangelisch   | Datierung: 1907–1908 Umbau: nach 1970                                                          | weitere Bilder  |                | 09125425   | Q105825851       |
| Döbern           | Corpus-Christi-Kirche        | Döbern OT: Döbern Spremberger Straße 8 (Lage)                           | katholisch    | Datierung: 1906                                                                                | weitere Bilder  |                |            | Q109922043       |
| Drachhausen      | Dorfkirche „St. Laurentius“  | Drachhausen OT: Drachhausen Dorfstraße 58a (Lage)                       | evangelisch   | Datierung: 1895 Restaurierung: 1992–1993 Umbau: 2002                                           | weitere Bilder  |                | 09125327   | Q104767125       |
| Drebkau          | Stadtkirche                  | Drebkau OT: Drebkau Am Markt, 03116 Drebkau (Lage)                      | evangelisch   | Datierung: 1805 spätestens Umbau: 1810                                                         | weitere Bilder  |                | 09125463   | Q106537829       |
| Drebkau          | St.-Paulus-Kirche            | Drebkau OT: Drebkau Felix-Meyer-Straße 19 (Lage)                        | katholisch    | Datierung: 1934                                                                                | weitere Bilder  |                |            | Q112660419       |
| Drewitz          | Dorfkirche                   | Jänschwalde OT: Drewitz Dorfstraße (Lage)                               | evangelisch   | Datierung: 1827                                                                                | weitere Bilder  |                | 09125092   | Q108797617       |
| Dubrau           | Valentinkirche               | Wiesengrund GT: Dubrau Dubrauer Dorfstraße (Lage)                       | evangelisch   | Datierung: 1818                                                                                | weitere Bilder  |                | 09125465   | Q101579128       |
| Eichwege         | Dorfkirche                   | Döbern OT: Eichwege Dorfstraße 15 (Lage)                                | evangelisch   | Datierung: 1301/1400 & 1401/1500 Umbau: 1791/1792                                              | weitere Bilder  |                | 09125072   | Q104723936       |
| Eulo             | Dorfkirche                   | Forst (Lausitz) OT: Eulo Euloer Straße 257 (Lage)                       | evangelisch   | Datierung: 1401/1500 Umbau 1601/1700 & 1911 Erweiterung 1854                                   | weitere Bilder  |                | 09125113   | Q112877465       |
| Fehrow           | Dorfkirche                   | Schmogrow-Fehrow OT: Fehrow Hauptstraße 26 (Lage)                       | evangelisch   | Datierung: 1874–1875                                                                           | weitere Bilder  |                | 09125416   | Q105299406       |
| Forst (Lausitz)  | Johann-Sebastian-Bach-Kirche | Forst (Lausitz) OT: Forst Platz am Stadtwald, (Lage)                    | evangelisch   | Datierung: 1950                                                                                | weitere Bilder  |                | 09125101   | Q20184307        |
| Forst (Lausitz)  | St.-Nikolai-Kirche           | Forst (Lausitz) OT: Forst Am Markt 16 (Lage)                            | evangelisch   | Datierung: 1500 Wiederaufbau & Erweiterung: 1750–1752                                          | weitere Bilder  | Innenansichten | 09125106   | Q13848332        |
| Forst (Lausitz)  | Herz-Jesu-Kirche             | Forst (Lausitz) OT: Forst Kirchstraße 3 (Lage)                          | katholisch    | Datierung: 1875–1876 Teilzerstörung: 1945 Restaurierung: 1968                                  | weitere Bilder  | Innenansichten | 09125427   | Q105980843       |
| Glinzig          | Gläserne Kirche              | Kolkwitz OT: Glinzig Zur Koselmühle (Lage)                              | evangelisch   | Datierung: 1995                                                                                | weitere Bilder  |                |            | Q113009330       |
| Gosda            | Kapelle                      | Wiesengrund OT: Gosda Gosdaer Dorfstraße 15 (Lage)                      | evangelisch   |                                                                                                | weitere Bilder  |                |            | Q113489492       |
| Grano            | Dorfkirche                   | Schenkendöbern OT: Grano Kirchgasse 3 (Lage)                            | evangelisch   | Datierung: 1799 Umbau 1854 Umgestaltung 1950/1959                                              | weitere Bilder  |                | 09125120   | Q113251525       |
| Graustein        | Dorfkirche                   | Spremberg OT: Graustein An der Dorfaue 23 (Lage)                        | evangelisch   | Datierung: 1913–1914 & 1919–1921 Umgestaltung: 1955/1960 & 2005–2006                           | weitere Bilder  |                | 09125934   | Q109997165       |
| Greifenhain      | Dorfkirche                   | Drebkau OT: Greifenhain Dorfstraße 68a (Lage)                           | evangelisch   | Datierung: 1286/1315 Umbau: 1701/1800 Restaurierung: 1994–1995                                 | weitere Bilder  |                | 09125125   | Q105199945       |
| Grießen          | Dorfkirche                   | Jänschwalde OT: Grießen Dorfstraße 34a (Lage)                           | evangelisch   | Datierung: 1301/1500 Umbau: 1601/1800                                                          | weitere Bilder  |                | 09125126   | Q109266306       |
| Groß Bademeusel  | Dorfkirche                   | Forst (Lausitz) OT: Groß Bademeusel Groß Bademeuseler Straße (Lage)     | evangelisch   | Datierung: 1301/1400 Erweiterung: 1601/1700 Umbau: 1800 Umgestaltung: 1960/1969                | weitere Bilder  |                | 09125115   | Q105597867       |
| Groß Breesen     | Dorfkirche                   | Guben OT: Groß Breesen Groß Breesener Straße 108 (Lage)                 | evangelisch   | Datierung: 1852 Umbau & Erweiterung 1883                                                       | weitere Bilder  |                | 09125143   | Q112993006       |
| Groß Döbbern     | Dorfkirche                   | Neuhausen/Spree OT: Groß Döbbern Pücklerweg 3 (Lage)                    | evangelisch   | Datierung: 1501/1600 Umbau: um 1694 Umbau: 1818                                                | weitere Bilder  |                | 09125128   | Q104832549       |
| Groß Kölzig      | St.-Marien-Kirche            | Neiße-Malxetal OT: Groß Kölzig Kölziger Dorfplatz 9a (Lage)             | evangelisch   | Datierung: 1301/1400 Umbau & Erweiterung: 1601/1700 & 1701/1800 & 1879                         | weitere Bilder  |                | 09125132   | Q105773283       |
| Groß Luja        | Dorfkirche                   | Spremberg OT: Groß Luja An der Dorfkirche 2 (Lage)                      | evangelisch   | Datierung: 1897–1899                                                                           | weitere Bilder  |                | 09125369   | Q104503725       |
| Groß Oßnig       | Dorfkirche                   | Neuhausen/Spree OT: Groß Oßnig Oßniger Dorfstraße 3 (Lage)              | evangelisch   | Datierung: 1401/1450 im Zweiten Weltkrieg beschädigt Umbau bis 1955                            | weitere Bilder  |                | 09125452   | Q104816514       |
| Groß Schacksdorf | Dorfkirche                   | Groß Schacksdorf-Simmersdorf OT: Groß Schacksdorf An der Aue 22 (Lage)  | evangelisch   | Datierung: 1351/1450                                                                           | weitere Bilder  |                | 09125136   | Q46422306        |
| Guben            | Kirche des Guten Hirten      | Guben OT: Guben Straupitzstraße 1 (Lage)                                | altlutherisch | Datierung: 1900–1903 Teilzerstörung 1945 Wiederaufbau 1970/1979 Restaurierung 1980–1983 & 1996 | weitere Bilder  |                | 09125149   | Q13744496        |
| Guben            | Friedenskirche               | Guben OT: Guben Dr.-Ayrer-Straße 18 (Lage)                              | Freikirche    | Datierung: 1886 Restaurierung & Umbau 1994                                                     | weitere Bilder  |                | 09125152   | Q113000987       |
| Guben            | Klosterkirche                | Guben OT: Guben Kirchstraße 1 (Lage)                                    | evangelisch   | Datierung: 1860–1862 Restaurierung 1956–1957 & 1990/1999 Umbau 1965                            | weitere Bilder  |                | 09125159   | Q13816693        |
| Guben            | Marienkirche                 | Guben OT: Guben Rosenweg 14 (Lage)                                      | katholisch    | Datierung: 1967–1971                                                                           | Bild gesucht BW |                | 09125949   | Q113003773       |
| Gulben           | Dorfkirche                   | Kolkwitz OT: Gulben Gulbener Hauptstraße 16a (Lage)                     | evangelisch   | Datierung: 1798                                                                                | weitere Bilder  |                | 09125371   | Q105549189       |
| Haidemühl        | Kirchsaal                    | Spremberg OT: Haidemühl Straße der Einheit 26 (Lage)                    | evangelisch   | Datierung: 2006                                                                                | weitere Bilder  |                |            | Q113446216       |
| Hänchen          | Dorfkirche                   | Kolkwitz OT: Hänchen Dorfbogen 38 (Lage)                                | evangelisch   | Datierung: 1867 Brand: 1945 Wiederaufbau: 1946/1950                                            | weitere Bilder  |                | 09125457   | Q101850644       |
| Heinersbrück     | Dorfkirche                   | Heinersbrück OT: Heinersbrück Hauptstraße 6a (Lage)                     | evangelisch   | Datierung: 1901                                                                                | weitere Bilder  |                | 09125188   | Q108936607       |
| Horno            | Dorfkirche                   | Forst (Lausitz) OT: Horno An der Dorfaue 1 (Lage)                       | evangelisch   | Datierung: 2004                                                                                | weitere Bilder  | Innenansichten |            | Q105582850       |
| Hornow           | St.-Martins-Kirche           | Spremberg OT: Hornow Dorfstraße 3 (Lage)                                | evangelisch   | Datierung: 1401/1500 Umbau: 1701/1800 & 1851/1900                                              | weitere Bilder  |                | 09125032   | Q42975474        |
| Illmersdorf      | Dorfkirche                   | Drebkau OT: Illmersdorf Illmersdorfer Dorfstraße, (Lage)                | evangelisch   | Datierung: 1742 Umbau: um 1900                                                                 | weitere Bilder  |                | 09125063   | Q105036840       |
| Jämlitz          | Michaeliskirche              | Jämlitz-Klein Düben OT: Jämlitz Schulstraße 8 (Lage)                    | evangelisch   | Datierung: 1952–1953                                                                           | weitere Bilder  |                | 09125434   | Q101850883       |
| Jänschwalde      | Dorfkirche                   | Jänschwalde OT: Jänschwalde Kirchstraße 10 (Lage)                       | evangelisch   | Datierung: 1806–1808                                                                           | weitere Bilder  |                | 09125191   | Q110246312       |
| Kathlow          | Kapelle                      | Neuhausen/Spree OT: Kathlow Kirchweg (Lage)                             | profaniert    | Datierung: 1851/1900                                                                           | Bild gesucht BW |                |            | Q113231886       |
| Kausche          | Hoffnungskirche              | Drebkau OT: Kausche An den Steinen 1 (Lage)                             | evangelisch   | Datierung: 1996                                                                                |                 |                |            |                  |
| Kerkwitz         | Gustav-Adolf-Kirche          | Schenkendöbern OT: Kerkwitz Hauptstraße 27 (Lage)                       | evangelisch   | Datierung: 1951–1952                                                                           | weitere Bilder  |                | 09125196   | Q112132586       |
| Klein Döbbern    | Dorfkirche                   | Neuhausen/Spree OT: Klein Döbbern Kirchstraße (Lage)                    | evangelisch   | Datierung: 1201/1250                                                                           | weitere Bilder  |                | 09125200   | Q104839875       |
| Klein Düben      | Kapelle Zur Liebe Gottes     | Jämlitz-Klein Düben OT: Klein Düben Dorfstraße (Lage)                   | evangelisch   | Datierung: 1954                                                                                |                 |                |            |                  |
| Kolkwitz         | Dorfkirche                   | Kolkwitz OT: Kolkwitz Schulstraße 1a (Lage)                             | evangelisch   | Datierung: 1460 ca. Umbau & Erweiterung: 1451/1500 & 1876                                      | weitere Bilder  | Innenansichten | 09125204   | Q101849924       |
| Komptendorf      | Dorfkirche                   | Neuhausen/Spree OT: Komptendorf Kirchplatz (Lage)                       | evangelisch   | Datierung: 1451/1500 Umbau: 1536 Umbau: 1575/1580 Umbau & Erweiterung: 1895                    | weitere Bilder  |                | 09125215   | Q106451466       |
| Krieschow        | Dorfkirche                   | Kolkwitz OT: Krieschow Lausitzer Straße 48 (Lage)                       | evangelisch   | Datierung: 1451/1500 Umbau & Erweiterung: 1601/1700                                            | weitere Bilder  |                | 09125209   | Q92731320        |
| Laubst           | Dorfkirche                   | Drebkau OT: Laubst Laubster Dorfstraße 29 (Lage)                        | evangelisch   | Datierung: 1486/1500 Umbau & Erweiterung: 1801/1900                                            | weitere Bilder  | Innenansichten | 09125219   | Q42313179        |
| Leuthen          | Dorfkirche                   | Drebkau OT: Leuthen Hauptstraße 46 (Lage)                               | evangelisch   | Datierung: 1201/1251 Erweiterung: 1251/1300 Erweiterung: 1486/1500 Umbau: 1701/1800            | weitere Bilder  |                | 09125220   | Q101579190       |
| Maust            | Gemeindehaus                 | Teichland OT: Maust Mauster Dorfstraße 7 (Lage)                         | evangelisch   |                                                                                                | Bild gesucht BW |                |            |                  |
| Mulknitz         | Dorfkirche                   | Forst (Lausitz) OT: Mulknitz Mulknitzer Dorfstraße 14a (Lage)           | evangelisch   | Datierung: 1927–1928                                                                           | weitere Bilder  |                | 09125451   | Q108770954       |
| Naundorf         | Dorfkirche                   | Forst (Lausitz) OT: Naundorf Naundorfer Landstraße 16 (Lage)            | evangelisch   | Datierung: 1301/1500 Erweiterung: 1818                                                         | weitere Bilder  |                | 09125118   | Q101850083       |
| Neuendorf        | Dorfkirche                   | Teichland OT: Neuendorf Jänschwalder Straße 5 (Lage)                    | evangelisch   | Datierung: 1953–1954;                                                                          | weitere Bilder  |                | 09125504   | Q108923700       |
| Neuhausen        | St.-Hedwig-Kirche            | Neuhausen/Spree OT: Neuhausen Bräsinchener Straße 5 (Lage)              | katholisch    | Datierung: 1993                                                                                | Bild gesucht BW |                |            | Q113093831       |
| Noßdorf          | Dorfkirche                   | Forst (Lausitz) OT: Noßdorf Noßdorfer Straße 25a (Lage)                 | evangelisch   | Datierung: 1401/1500 Erweiterung: 1886                                                         |                 |                | 09125287   | Q112989997       |
| Papitz           | Dorfkirche                   | Kolkwitz OT: Papitz Kirchstraße 12 (Lage)                               | evangelisch   | Datierung: 1446/1455 Umbau & Erweiterung: 1701/1715                                            | weitere Bilder  |                | 09125211   | Q1244583         |
| Peitz            | St. Joseph                   | Peitz OT: Peitz An der Glashütte 15, 03185 Peitz (Lage)                 | katholisch    | Datierung: 1968                                                                                | Bild gesucht BW |                |            | Q113241663       |
| Peitz            | Stadtpfarrkirche             | Peitz OT: Peitz Markt 1a (Lage)                                         | evangelisch   | Datierung: 1854–1860 Restaurierung & Umgestaltung: 1978–1979                                   | weitere Bilder  | Innenansichten | 09125590   | Q28466706        |
| Pinnow           | Dorfkirche                   | Schenkendöbern OT: Pinnow Dorfmitte 2 (Lage)                            | evangelisch   | Datierung:1909–1910                                                                            | weitere Bilder  |                | 09125242   | Q101579224       |
| Preilack         | Gemeindehaus                 | Turnow-Preilack OT: Preilack Turnower Straße 2 (Lage)                   | evangelisch   |                                                                                                | Bild gesucht BW |                |            | Q113483547       |
| Preschen         | Valentinskirche              | Neiße-Malxetal OT: Preschen Dorfstraße 9 (Lage)                         | evangelisch   | Datierung: 1386/1400 / 1401/1415 Umbau & Erweiterung 1718                                      | Bild gesucht BW |                | 09125243   | Q113092531       |
| Proschim         | Dorfkirche                   | Welzow OT: Proschim Welzower Straße 47 (Lage)                           | evangelisch   | Datierung: 1914–1919                                                                           | weitere Bilder  | Innenansichten | 09125436   | Q96106935        |
| Reicherskreuz    | Dorfkirche                   | Schenkendöbern OT: Reicherskreuz Reicherskreuz (Lage)                   | evangelisch   | Datierung: 1740/1760 Abbruch & Wiederaufbau: 1984–1986                                         | weitere Bilder  |                | 09125244   | Q104637885       |
| Sacro            | Dorfkirche                   | Forst (Lausitz) OT: Sacro Dorfstraße 22b (Lage)                         | evangelisch   | Datierung: 1301/1400 Erweiterung & Umbau: 1501 & 1801/1900 & 1894                              | weitere Bilder  | Innenansichten | 09125123   | Q101850257       |
| Schmogrow        | Gemeindehaus                 | Schmogrow-Fehrow OT: Schmogrow Kirchweg 1b (Lage)                       | evangelisch   |                                                                                                | Bild gesucht BW | Innenansichten |            |                  |
| Schorbus         | Dorfkirche                   | Drebkau OT: Schorbus Schorbuser Dorfstraße 40 (Lage)                    | evangelisch   | Datierung: 1301/1500 Umbau & Erweiterung: 1862                                                 | weitere Bilder  | Innenansichten | 09125246   | Q27450542        |
| Schwarze Pumpe   | St. Michael                  | Spremberg OT: Schwarze Pumpe Kirchenweg 7 (Lage)                        | katholisch    | Datierung: 1953 Profanierung: 8. Juli 2023                                                     | weitere Bilder  |                |            | Q113455827       |
| Schwarze Pumpe   | Gemeindehaus                 | Spremberg OT: Schwarze Pumpe Dresdener Chaussee 52 (Lage)               | evangelisch   |                                                                                                | weitere Bilder  |                |            | Q113412754       |
| Sembten          | Dorfkirche                   | Schenkendöbern OT: Sembten Lindenstraße 23 (Lage)                       | evangelisch   | Datierung: 1813–1814                                                                           | weitere Bilder  |                | 09125249   | Q111461316       |
| Sergen           | Dorfkirche                   | Neuhausen/Spree OT: Sergen Dr.-Sauer-Straße (Lage)                      | profaniert    | Datierung: 1837                                                                                | weitere Bilder  |                | 09125376   | Q113084125       |
| Spremberg        | Apostelamt Jesu Christi      | Spremberg OT: Spremberg Heinrichsfelder Allee 7, 03130 Spremberg (Lage) | Freikirche    |                                                                                                | weitere Bilder  |                |            |                  |
| Spremberg        | Auferstehungskirche          | Spremberg OT: Spremberg Drebkauer Straße 6c (Lage)                      | evangelisch   | Datierung: 1251/1300 Umbau & Erweiterung: 1681 & 1714 Abbruch: 1988 Translozierung: 1991–1994  | weitere Bilder  |                | 09125892   | Q15806421        |
| Spremberg        | St. Benno                    | Spremberg OT: Spremberg Bergstr. 32 (Lage)                              | katholisch    | Datierung: 1886–1887                                                                           | weitere Bilder  | Innenansichten | 09125343   | Q63302180        |
| Spremberg        | Georgenbergkapelle           | Spremberg OT: Spremberg Georgenstraße (Lage)                            | zerstört      | Datierung: 1401/1500                                                                           | weitere Bilder  |                |            | Q32923513        |
| Spremberg        | Kreuzkirche                  | Spremberg OT: Spremberg Kirchplatz (Lage)                               | evangelisch   | Datierung: 1451/1509 Restaurierung: 1893–1894 & 1897–1899                                      | weitere Bilder  | Innenansichten | 09125264   | Q105980861       |
| Spremberg        | Michaelskirche               | Spremberg OT: Spremberg Karl-Marx-Straße 47 (Lage)                      | evangelisch   | Datierung: 1931                                                                                | weitere Bilder  |                |            | Q113412294       |
| Spremberg        | Wendische Kirche             | Spremberg OT: Spremberg Kirchplatz 5 (Lage)                             | profaniert    | Datierung: 1834–1835                                                                           | weitere Bilder  |                | 09125265   | Q111592454       |
| Steinitz         | Dorfkirche                   | Drebkau OT: Steinitz Steinitzer Dorfstraße (Lage)                       | evangelisch   | Datierung: 1446/1455                                                                           | weitere Bilder  |                | 09125377   | Q98917962        |
| Tauer            | Dorfkirche                   | Tauer OT: Tauer Alte Schulstraße 18 (Lage)                              | evangelisch   | Datierung: 1789–1790 Umbau: um 1840 & 1904                                                     | weitere Bilder  | Innenansichten | 09125341   | Q101579167       |
| Turnow           | Gemeindehaus                 | Turnow-Preilack OT: Turnow Schulweg 1 (Lage)                            | evangelisch   |                                                                                                | weitere Bilder  |                |            | Q113483516       |
| Welzow           | Kreuzkirche                  | Welzow OT: Welzow An der Aue (Lage)                                     | evangelisch   | Datierung: 1740–1742                                                                           | weitere Bilder  |                | 09125017   | Q101850668       |
| Welzow           | St. Josef                    | Welzow OT: Welzow Spremberger Straße 33a (Lage)                         | katholisch    | Datierung: 1905                                                                                | weitere Bilder  |                |            | Q113488875       |
| Werben           | Dorfkirche                   | Werben OT: Werben Am Anger (Lage)                                       | evangelisch   | Datierung: 1401/1450 Umbau & Erweiterung: 1734 Umbau: 1911 Brand: 1945 Wiederaufbau: 1945/1962 | weitere Bilder  |                | 09125285   | Q1244806         |